# Јужна Морава
Јужна Морава је река у Србији која представља краћу од две реке које чине Велику Мораву. Јужна Морава је дугачка 295 km и тече углавном смером југ—север, од македонске границе до централне Србије, где се среће са Западном Моравом код Сталаћа и ствара Велику Мораву.

## Извор
Јужна Морава настаје на Скопској Црној Гори, у Републици Северној Македонији, северно од њене престонице Скопље. Токови Кључевске и Слатинске реке стварају Голему реку, која је када пређе македонско-српску границу, изнад села Бинач, на Косову, позната као Биначка Морава. Након 49 km Биначка Морава се састаје са Прешевском Моравицом код Бујановца и преосталих 246 km тече као Јужна Морава.

## Географија
Река припада црноморском сливу, а површина њеног слива је 15.469 км², од којих је 1.237 km² у Бугарској (преко њене притоке Нишаве). Њен просечан проток на ушћу је 121 m³/s и није погодна за пловидбу.
Јужна Морава има сложену долину, тј, састоји се из низова клисура и котлина. Након изласка из Сталаћке клисуре, Јужна Морава се среће са Западном Моравом.
У макрогеолошком погледу, Јужна Морава повезује Егејски и Панонски басен. Ово изазива феномен који се назива привидна инверзија тока, јер се чини да се река пење уз планине, а затим поново спушта. Тачка у којој се спајају ова два велика геолошка басена је Грделичка клисура, али дно клисуре, куда река тече, је много нижа од планина које је окружују, тако да река тече нормално.
Јужна Морава је некада била дугачка 318 km и представљала је дужу притоку Велике Мораве. Пошто је током времена изазвала неколико поплава, меандрирајућа река је скраћена за скоро 30 km, тако да је постала краћа од Западне Мораве. Међутим, Западна Морава је увек имала већи проток.
Подручја у јужној Србији кроз која протиче Јужна Морава су скоро потпуно без шума што је изазвало један од најтежих случајева ерозије на Балкану. Као последица овога, река уноси велике количине материјала у Велику Мораву, пунећи и подижући њено речно корито, што је потпомогло велике поплаве њене реке-кћерке.

## Структура тока
Ток Јужне Мораве представља композитну долину. Њу чини наизменично смењивање клисура и котлина.

## Притоке
Јужна Морава има 157 притока. Најважније леве притоке су: Бистрица, Калиманка, Јабланица, Ветерница, Пуста река и Топлица. Десне притоке су Врла, Џепска река, Предејанска река, Козарачка река, Власина, Нишава (најдужа) и Сокобањска Моравица, као и Ражањска река.

## Економија
Јужна Морава има значајан потенцијал за производњу електричне енергије, али се она уопште не користи. Велике енергетски систем је саграђен у њеном сливу, на Власини (електране Врла I-IV). У извесној мери, њена вода се користи за наводњавање. Најважнију улогу долина реке има у саобраћају. Она је природни пут за железницу и ауто-пут Београд–Скопље–Солун.

## Загађеност
О изузетно лошем стању екологије на реци јавност је информисана априла 2011. године након објављивања кратког документарног филма Тужна Морава аутора Србољуба Пешића, који је стање реке описао следећим речима: „Смеће на све стране, гомиле флаша и кеса и на обали и у води, шкољке аутомобила, одбачени кућни апарати, завоји, шприцеви, угинула крава насред реке... А тек смрад - то не може ни да се опише. Двојица из екипе су се већ на пола пута осули неким пликовима, један је зарадио херпес сутрадан“. Према истом извору, најгоре загађење на реци је од села Златокоп до села Бресница код Врањске Бање.
Као одговор на изузетно велику пажњу медија и јавности читаве Србије коју је филм изазвао, министарство екологије организовало је Велику акцију чишћења Ј. Мораве која је требало да траје све док проблем загађености не буде решен. Организован је кризни штаб, а у помоћ позвани војска, полиција, ватрогасци, комуналне службе и грађанство. Иако је акција кренула у пуном јеку 15. априла 2011, са, по речима тадашњег министра Оливера Дулића, 2000 волонтера, врло брзо је и стала највише због неспособности тадашњих власти да проблему приступе темељно, док су неке ангажоване службе еко-систему нанеле више штете него користи, нпр. непотребним сечењем стабала која су била прекривена пластичним кесама.

## Галерија
- Јужна Морава у Владичином Хану
- Јужна Морава са моста код села Богојевца
- Мост на Јужној Морави који спаја села Манојловце и Велику Биљаницу
- Река Јужна Морава
- Јужна Морава, околина Ниша